# 大塚幸兵衛
大塚 幸兵衛（幸兵衞、おおつか こうべえ、1857年（安政4年 7月）- 1910年（明治43年）1月12日）は、明治期の実業家、政治家。衆議院議員。

## 経歴
豊後国海部郡、のちの大分県北海部郡臼杵町平清水（現臼杵市福良平清水）で商家に生まれた。漢学、数学を修めた。家業を継承し、商才に恵まれ、たばこ製造、米相場で多額の財産を得た。
大分郡会議員、臼杵町会議員、大分県勧業諮問会委員などを務めた。1898年（明治31年）3月の第5回衆議院議員総選挙（大分県第2区、山下倶楽部）で豊州会から選挙活動を行う予定であったが、改進派との話し合いで活動を停止したが、改進派の違約により投票日前日一日だけの選挙活動で当選し、「大塚の一日選挙」と称された。衆議院議員には1期在任した。改進派多数の臼杵で政友会幹部として活動した。
また臼杵城跡を町民に開放することに尽力し、1893年、明治26年の台風の洪水災害では私財を投じて被災民の救済を行った。